# Giuliano Tagliasacchi
Giuliano Tagliasacchi (Monsummano Terme, 3 febbraio 1914 – 16 ottobre 1999) è stato un calciatore italiano, di ruolo attaccante.

## Carriera
Ha disputato quattro campionati di Serie A con le maglie di Fiorentina e Triestina, per complessive 98 presenze e 20 reti in massima serie.
Ha inoltre totalizzato 104 presenze e 23 reti in Serie B nelle file di Fiorentina e Pistoiese, aggiudicandosi il campionato cadetto coi viola nelle stagione 1938-1939.
Da allenatore allenò la Pistoiese nella stagione 1968-1969, in Serie C, e la Monsummanese.

## Palmarès

### Calciatore

#### Competizioni nazionali
- Serie B: 1

Fiorentina: 1938-1939
- Coppa Italia: 1

Fiorentina: 1939-1940

### Allenatore

#### Competizioni nazionali
- IV Serie: 1

Pistoiese: 1958-1959
- Serie D: 1

Lucchese: 1968-1969